# ウラジミール・ジャンケレヴィッチ
ウラジーミル・ジャンケレヴィッチ（Vladimir Jankélévitch フランス語: [ʒɑ̃kelevitʃ]、1903年8月31日 - 1985年6月6日）は、20世紀フランスの哲学者。
独特の思考を展開した、「分類できない哲学者」("Philosophe inclassable")。その思考の源泉は古代ギリシア（プラトン、アリストテレス、そして新プラトン主義のプロティノス）、教父哲学（アウグスティヌスほか）、モラリスト（グラシアンほか）、近代合理論哲学（スピノザ、ライプニッツ）、近代ドイツ哲学（シェリング、キェルケゴール、ニーチェ）、いわゆる「生の哲学」（ジンメル、ベルクソン）などをはじめ、極めて多様である。また、ドビュッシー論やラヴェル論などの音楽論でも著名。ピアノ演奏を好み、演奏の音源も残されている。

## 生涯
フランスのブールジュに生まれる。両親はロシア帝国領（現在のベラルーシ）からの移民。父シュムエルは医師であり、またヘーゲル、シェリング、フロイト、クローチェらの著作を含む多くの書籍の仏訳者。
パリの高等師範学校を卒業後、1926年にはアグレガシオンに首席で合格。学生時代にはブランシュヴィック、ブレイエ、ヴァールらの指導を受けた。
1927年から1932年までプラハのフランス学院に勤務。1931年に最初の単行本『ベルクソン』を出版。1932年に博士号取得（主論文『後期シェリング哲学における精神のオデュッセイア』、副論文『疚しい意識の価値と意味』）。その後各地で教職につくが、第二次世界大戦が起こり軍に召集され、負傷。だが負傷中にヴィシー政権の対ユダヤ人政策よって除隊、さらに教職を剥奪され、レジスタンス運動に参加。
終戦後、ラジオ音楽放送の顧問を務めた後、教職復帰。1949年に『徳論』出版。1951年よりパリ大学道徳哲学教授を務めた。その講義は市民に開放され、ラジオでも放送された。1978年の定年後なお3年間名誉教授として講義を続ける。
1965年にナチス戦犯の時効問題が取りざたされた際には、明確に「時効なし」の論陣を張った。また1968年の五月革命に際してはデモに積極的に参加し、学生から信頼を得ていた数少ない知識人であった。
1982年、自身ユダヤ系でありながら、イスラエルのベイルート侵攻に対する抗議デモに参加している。
1985年、パリの自宅にて死去。

## 思想
終生、人間的事象の哲学を展開したと言える。観念的ではあるが、いわゆる実存主義とは隔たりがあり、むしろ形而上学的色彩が強い。文体は、晦渋ではないものの、該博な背景知識に裏打ちされた特異な用語法が散見され、また文章展開の構造的把握も困難であるため、容易な要約的理解を許さない。
同世代にはサルトルやラカン、カンギレムやレヴィナスらがいる。いわゆるフランス現代思想の流れには属さないが、ジャンケレヴィッチへの言及はレヴィナスのほか、ドゥルーズ、セール、デリダらの著作にも見られる。
初期（1930年代）においては、本格的モノグラフィーとしてはほぼ最初期に属するベルクソン論を著し、『道徳と宗教の二源泉』以前の時点でのベルクソンに道徳論を読み込む独自の論点が際立つ。ベルクソン本人からも高評価を得た。また、シェリング論でも難解な後期哲学に果敢に挑み、そこで得られた成果は後の著作にも活かされている。さらに、道徳的意識論においても繊細な議論を展開した。音楽論ではフォーレ論およびラヴェル論を著したが、具体的な楽曲分析に独立した章が設けられている点が、後年の音楽論にはない特徴である。
戦中・戦後（1940-60年代前半）は、大著『徳論』を中心とした道徳論、『第一哲学』などでは形而上学を、それぞれ多角的に展開したが、総じて難解である。また、ドビュッシー論、ショパン論などの音楽論も著した。戦後ソルボンヌで行われた倫理学講義は、専門家のみならず市井の人々の間にも少なからぬ聴講者を得た。通常の知覚的経験の範疇を超えた「絶対的に他なるもの（l'Absolument-autre）」を強調し、これは「まったくべつの秩序（le tout-autre-ordre）」「いわくいいがたいもの（l'ineffable）」「なんだかわからないもの（le je-ne-sais-quoi）」「神秘（le mystère）」などとも言い換えられている。
1965年にナチス戦犯時効問題への積極的なコミットメントで注目度を増して以降、60年代後半から72年ごろにかけて、旧著の増補改訂の作業を進める。また、『死』『還らぬ時と郷愁』といった後期の主著も生まれる。思想的特徴としては、時間の逆行不可能性、出来事の一回性、過去の取消不可能性といった契機がより強調されるようになる点が挙げられ、同様に音楽論では演奏行為のもつ即興性が強調された。なお、音楽論の集大成として全7巻の『音楽から沈黙へ』も計画されるが、刊行はいずれも旧著の増補改訂版として第1巻（フォーレ論）、第2巻（ドビュッシー論）、第5巻（リスト論）が実現するにとどまった。

## 主な著作
- 1931, Bergson 『ベルクソン』
- 1933, L'Odyssée de la conscience dans la dernière philosophie de Schelling

『後期シェリング哲学における精神のオデュッセイア』
- 1933, La Mauvaise Conscience 『疚しい意識』（増訂版1966）
- 1936, L'Ironie 下記訳は第三版（1964）
  - 『イロニーの精神』（久米博訳、紀伊国屋書店、1975年 / 筑摩書房［ちくま学芸文庫］、1997年）
- 1938, L'Alternative 『二者択一』
- 1938, Gabriel Fauré et ses mélodies

『ガブリエル・フォーレとその諸旋律』
- 1939, Ravel
  - 『ラヴェル』（福田達夫訳、白水社、1970年、新装版2002年、2021年）
- 1942, Du Mensonge 『嘘について』
- 1947, Le Mal 『悪』
- 1949, Traité des vertus。部分的に上記1942・1947刊が組み込まれている

増訂版1968（第1部:Le Sérieux de l'Intention）
1970（第2部:Les Vertus et l'Amour）
1972（第3部:L'Innocence et la Méchanceté））
- 『徳についてI　意向の真剣さ』（仲澤紀雄訳、国文社、2006年）
- 『徳についてII　徳と愛1』（仲澤紀雄訳、国文社、2007年）

『徳についてII　徳と愛2』（未刊）
『徳についてIII　無心と性悪さ』（未刊）
- 1949, Debussy et le mystère 『ドビュッシーと神秘』
- 1953, Philosophie première, introduction à une philosophie du « presque »

『第一哲学――「ほとんど」の哲学への序論』
- 1955, Rhapsodie, verve et improvisation musicales
- 1956, L'Austérité et la vie morale
- 1957, Le Je-ne-sais-quoi et le Presque-rien『なんだかわからないものとほとんど無』

第1巻 La Manière et l'Occasion, 1980（三分冊化）
第2巻 La Méconnaissance. Le Malentendu（大幅に増補）
第3巻 La volonté de vouloir）
- 1957, Le Nocturne
  - 『夜の音楽――ショパン・フォーレ・サティ、ロマン派から現代へ』（千葉文夫・松浪未知世・川竹英克訳、シンフォニア、1986年）
- 1959, Henri Bergson（1931の増補改訂版）
  - 『アンリ・ベルクソン』（阿部一智・桑田禮彰訳、新評論、1988年、増補版1997年）
- 1960, Le Pur et l'Impur 『純粋と不純』
- 1961, La musique et l'ineffable
  - 『音楽と筆舌に尽くせないもの』（仲澤紀雄訳、国文社〈ポリロゴス叢書〉、1995年）
- 1963, L'Aventure, l'Ennui, le Sérieux

『冒険、倦怠、真摯』（倦怠論は1938の第3章の再録）
- 1966, La Mort
  - 『死』（仲澤紀雄訳、みすず書房、1977年）
- 1967, Le Pardon 『赦し』
- 1968, La vie et la mort dans la musique de Debussy
  - 『ドビュッシー――生と死の音楽』（船山隆・松橋麻利訳、青土社、1987年、改訂版1999年）
- 1971, Pardonner (=1986, L'Imprescriptible)
  - 抄訳「われわれは許しを乞う言葉を聞いたか？」吉田はるみ訳、『現代思想』2000年11月号
- 1974, Fauré et l'inéxprimable　（1938の改訂版）
  - 『音楽から沈黙へ フォーレ――言葉では言い表し得ないもの…』（大谷千正ほか訳、新評論、2006年）
- 1974, L'Irréversible et la Nostalgie
  - 『還らぬ時と郷愁』（仲澤紀雄訳、国文社〈ポリロゴス叢書〉、1994年）
- 1976, Debussy et le mystère de l'instant 『ドビュッシー』
  - 1949および1968を部分的に組み込んだ増補版
- 1978, Quelque part dans l'inachevé
  - 『仕事と日々・夢想と夜々――哲学的対話』（仲澤紀雄訳、みすず書房、1982年）
- 1979, Liszt et la rhapsodie, essai sur la virtuosité
  - 『リスト――ヴィルトゥオーゾの冒険』（伊藤制子訳、春秋社、2001年）
- 1981, Le paradoxe de la morale
  - 『道徳の逆説』（仲澤紀雄訳、みすず書房、1986年）
- 1983, La présence lointaine, Albéniz, Séverac, Mompou
  - 『遥かなる現前――アルベニス、セヴラック、モンポウ』（近藤秀樹訳、春秋社、2002年）
- 1984, Sources
  - 『泉々』（合田正人訳、みすず書房、2023年）

論文集。トルストイ論、ラフマニノフ論、ユダヤ知識人会議での発表原稿群、ヴァール論、ブランシュヴィック論など
- 1988, La musique et les heures

1957の増補版、リムスキー＝コルサコフ論が増補
- 1994, Premières et dernières pages
  - 『最初と最後のページ』（合田正人訳、みすず書房、1995年）
- 1994, Penser la mort?
  - 『死とはなにか』（フランソワーズ・シュワッブ編、原章二訳、青弓社、1995年）
- 1995, Une vie en toutes lettres
- 1998, Plotin, "Ennéades" I, 3

（1924年執筆のDES論文）
- 1998, Philosophie morale

（La Mauvaise Conscience, 　Du Mensonge, 　Le Mal,　 L'Austérité et la vie morale,　 Le Pur et l'Impur, 　L'Aventure, l'Ennui, le Sérieux,　 Le Pardonの7冊を全文収録）
- 2006, Cours de philosophie morale

（1962年にブリュッセル自由大学で行われた講義）

## 関連文献（日本語）
- ステファン・ヤロチニスキー『ドビュッシィ 印象主義と象徴主義』（平島正郎訳、音楽之友社）

日本語訳の底本はフランス語訳版で、序文をジャンケレヴィッチが執筆。
- 「ジャンケレヴィッチ特集」『へるめす』1994年52号（岩波書店）

「死――取り消しえないこと ダニエル・ディネとの対話」「愛――唯一の徳」「女――近くて遠い者」「音楽――モンポウのメッセージ」「遺稿 時 / 創造・制作・生涯」というジャンケレヴィッチの文章の翻訳と3本の論考が収録。
- トロティニョン『現代フランスの哲学』（田島節夫訳、白水社［文庫クセジュ］、初版1969年（原著1967））

ジャンケレヴィッチについての著述が6頁分ある。
- 合田正人『ジャンケレヴィッチ――境界のラプソディー』（みすず書房、2003年）

日本人研究者が書いた現在唯一の単著でのジャンケレヴィッチ論。
- ジャン＝ジャック・リュブリナ『哲学教師ジャンケレヴィッチ』（青弓社、2009年）

原章二訳、哲学の入門書。
- 原章二「ジャンケレヴィッチの思い出」- 同人誌『散』

早稲田大学政治経済学部教授の原はパリ大学時代ジャンケレヴィッチに師事していた。
- 『ユリイカ―特集ドビュッシーと転換期の芸術家たち』1986年4月号、青土社

千葉文夫がジャンケレヴィッチに言及。
- レヴィナス『外の主体』（合田正人訳、みすず書房、1997年）

ジャンケレヴィッチ論が収められている。
- 『森有正全集』（筑摩書房、1979-81年）

第13巻：1950年代後半から60年代前半での「日記」に、ジャンケレヴィッチの講義や著作に対するコメントが見られる。
- 久重忠夫『罪悪感の現象学』（弘文堂、1988年）

『疚しい意識』に関する要約的記述がある。
- ジャック・デリダ、ミシェル・ヴィヴィオルカ「世紀と赦し」鵜飼哲訳 -『現代思想』2000年11月号、青土社

アーレントと並んでジャンケレヴィッチの赦し論が批判的に扱われている。
- 山本史華『無私と人称――二人称倫理の生成へ』（東北大学出版会、2006年）

人称性に関するジャンケレヴィッチの議論が論じられている。